# Maria Benedetto
Pierre-Marie Benoît O.F.M.Cap, nato Pierre Péteul (Le Bourg-d'Iré, 30 marzo 1895 – Angers, 5 febbraio 1990), è stato un presbitero francese noto in Italia anche come padre Maria Benedetto. Il suo nome è iscritto presso lo Yad Vashem come "Giusto tra le nazioni" per la sua opera di salvezza in favore di circa 4.000 ebrei durante la seconda guerra mondiale. Per tale attività, svolta beffando la persecuzione nazista, egli si guadagnò il soprannome di "Padre degli ebrei".

## Biografia
Padre Maria Benedetto (al secolo Pierre Péteul) combatté da giovane nella prima guerra mondiale in Nord Africa e quindi a Verdun, dove fu ferito, venendo decorato per il suo valore. Dopo la guerra divenne padre cappuccino, studiò Bibbia e teologia a Roma, dove vinse anche un riconoscimento come miglior studente di ebraico e giudaismo.
Allo scoppio della seconda guerra mondiale nel 1940, era a Marsiglia, dove si radunarono migliaia di profughi ebrei che nel sud della Francia cercavano rifugio dall'occupazione nazista. Animato da spirito umanitario e da sentimenti di amicizia verso il popolo ebraico, da questo momento decise di dedicare tutte le sue energie al loro soccorso. Il suo monastero, a Rue de la Croix de Régnier 51, divenne una centrale di emigrazione clandestina in Spagna e Svizzera per i tanti profughi ai quali riuscì a fornire falsi documenti con l'aiuto di organizzazioni ebraiche e della Resistenza francese.
Quando nel novembre 1942, i tedeschi occuparono direttamente anche zona di Marsiglia, padre Maria Benedetto spostò il baricentro della sua azione sulla Riviera e l'Alta Savoia sotto occupazione italiana. Convinse il funzionario italiano addetto alle deportazioni Guido Lospinoso a bloccare qualsiasi rastrellamento o deportazione, tanto che questi offrì il suo aiuto e la sua posizione a disposizione del salvataggio. A Nizza aiutò Angelo Donati a proporre al Vaticano e alle autorità italiane, inglesi e americane il suo piano di salvataggio di migliaia di ebrei del sud della Francia, per trasportarli in Africa con quattro navi. Il 13 luglio 1943 si recò a Roma per perorare la causa di fronte a papa Pio XII. Il piano comunque fallì a causa dell'annuncio dell'armistizio tra Italia e Alleati l'8 settembre 1943.
Padre Maria Benedetto rientrò brevemente in Francia per dare attuazione con successo almeno a quella parte del piano che prevedeva il trasferimento in Spagna di 2600 ebrei dichiarati "di origine spagnola".
Ritornò quindi a Roma dove la situazione stava precipitando sotto l'occupazione nazista. Entrò a far parte della direzione della sezione romana dell'organizzazione ebraica DELASEM, diretta da Settimio Sorani e Giuseppe Levi, trovandosi spesso da solo alla guida della stessa allorché i membri ebraici furono arrestati o costretti a nascondersi. Per sua iniziativa, la casa generalizia dei Reverendi Padri Cappuccini in via Sicilia 159 divenne la centrale operativa delle operazioni di assistenza agli ebrei perseguitati a Roma e ai tanti profughi che cercavano di raggiungere le linee alleate nel sud dell'Italia. Gli altri centri principali di convegno e di distribuzione dei soccorsi furono la Casa delle Clarisse Missionarie Francescane in via Vicenza 33, la Parrocchia del Sacro Cuore in via Marsala, il Parroco don Giovanni Brossa coadiuvato dalla signora Terzi, la Parrocchia di Santa Maria degli Angeli. Padre Maria Benedetto e i suoi collaboratori accoglievano i profughi e li indirizzavano nei molti luoghi di rifugio sparsi in tutta Roma. Padre Maria Benedetto contattò anche le ambasciate svizzera, rumena, ungherese e spagnola per ottenere lasciapassare per i rifugiati. Da 400 assistiti del settembre 1943 si passò ai 4500 del giugno 1944 (2500 italiani e 1500 stranieri). Il suo ufficio fu più volte perquisito, finché agli inizi del 1944 lo stesso padre dovette darsi alla latitanza, senza che per questo venisse meno il suo impegno. Alla fine padre Maria Benedetto avrà distribuito aiuti per un totale di "lire 25.000.000".
Quando nel giugno 1944 Roma fu liberata e gli ebrei si radunarono fuori della Sinagoga di Roma, fu padre Maria Benedetto a presentarsi con le chiavi in mano a riaprire le porte del Tempio nel quale ebbe l'onore di rientrare per primo salutato dall'entusiasmo e alla riconoscenza dell'intera comunità romana. «Allora fece un memorabile discorso in cui ripeté più volte: Amo gli ebrei con tutto il cuore».

Dopo la guerra padre Maria Benedetto continuò a sostenere la causa del dialogo ebraico-cristiano e la lotta ad ogni forma di antisemitismo, come dimostrano le parole di solidarietà che scrisse nel 1955 al rabbino di Roma Elio Toaff di fronte ad alcuni episodi di antigiudaismo: 

In occasione dell'inaugurazione di un busto dedicato al padre cappuccino a New York il presidente statunitense Lyndon Johnson ebbe a dichiarare: 
Il 1º dicembre 1966 padre Maria Benedetto ricevette l'alta onorificenza di "giusto tra le nazioni" dall'Istituto Yad Vashem di Gerusalemme per aver salvato, in Francia e in Italia, migliaia di vite innocenti.
Padre Maria Benedetto si spense ad Angers il 5 febbraio 1990 all'età di 94 anni.